# روابط ارمنستان و قزاقستان
ارمنستان و قزاقستان در ۲۷ اوت ۱۹۹۲ روابط دیپلماتیک برقرار کردند. ارمنستان در آستانه سفارت دارد و قزاقستان نیز در ایروان سفارت دارد. هر دو کشور عضو کامل اتحادیه اقتصادی اوراسیا، سازمان پیمان امنیت جمعی، سازمان امنیت و همکاری در اروپا و کشورهای مشترک المنافع هستند. ۲۵۰۰۰ نفر ارمنی‌تبار در قزاقستان زندگی می‌کنند. در طول تاریخ، قزاقستان، در کنار ازبکستان، کشورهای ترک نشین هستند که جمعیت ارمنی را می‌پذیرند.